# Притча о человеке, просящем хлеба в полночь

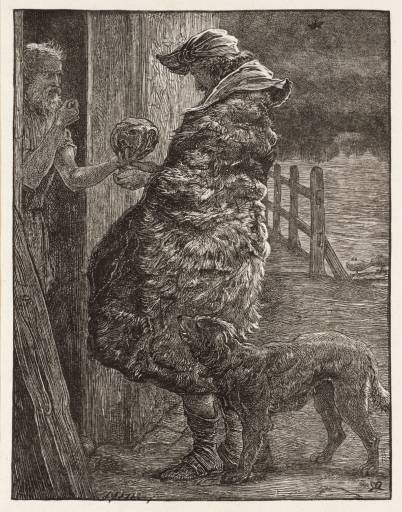
Настойчивый друг
(Джон Эверетт Милле, 1864)

Притча о человеке, просящем хлеба в полночь у своего друга — одна из притч Иисуса Христа, содержащаяся в Евангелии от Луки.

И сказал им: [положим, что] кто-нибудь из вас, имея друга, придет к нему в полночь и скажет ему: друг! дай мне взаймы три хлеба, ибо друг мой с дороги зашёл ко мне, и мне нечего предложить ему; а тот изнутри скажет ему в ответ: не беспокой меня, двери уже заперты, и дети мои со мною на постели; не могу встать и дать тебе. Если, говорю вам, он не встанет и не даст ему по дружбе с ним, то по неотступности его, встав, даст ему, сколько просит. И Я скажу вам: просите, и дано будет вам; ищите, и найдёте; стучите, и отворят вам, ибо всякий просящий получает, и ищущий находит, и стучащему отворят.
— Лк. 11:5-10

## Богословское толкование
Феофилакт Болгарский в своём толковании Евангелия от Луки так разъясняет данные в притче образы:
- полночь — последние дни человеческой жизни, когда человек начинает сочувствовать добру и устремляется к Богу или период искушений;
- друг, к которому приходит человек с просьбой дать взаймы хлеба — Бог;
- три хлеба — вера в Святую Троицу или спасение тела, души и духа от искушений;
- друг, пришедший в гости к человеку — ангел, явившейся за человеческой душой;
- дети, покоящиеся на постели — люди, обратившиеся к Богу и удостоившиеся быть рядом с ним.

Шотландский богослов Уильям Баркли пишет: «если бесстыдная настойчивость человека может принудить своего упрямого и не желающего что-нибудь делать друга дать ему все необходимое, то тем более Отец небесный удовлетворит потребности Своих детей!».